# تسلخ شرياني
التَسَلُّخُ الشِرْيانِيّ (بالإنجليزية: arterial dissections)‏ هو تمزق الطبقة الداخلية للشريان، ونتيجة لذلك، يتدفق الدم من داخل الشريان نحو الطبقة الوسطى العضلية. يقوم الدم بتمزيق الطبقة الوسطى مكونًا قناة جديدة لتدفق الدم في الشريان. قد تمتد هذه القناة الكاذبة (False canal) لتصل لاتجاه أبعد (Distal) في الشريان، وبالتالي تمزق الطبقة الخارجية للشريان وتؤدي إلى حدوث نزيف، أو تعاود الرجوع للطبقة الداخلية وينتهي الأمر بهذا.